# Star Wars: Ahsoka
Star Wars: Ahsoka es una novela juvenil de ciencia ficción escrita por E. K. Johnston, a partir de un bosquejo de Dave Filoni y publicada en octubre de 2016. Se sitúa entre las series de televisión de animación 3D CGI Star Wars: The Clone Wars (2008-2020), Star Wars Rebels (2014-2018) y la serie de televisión de Disney+ Ahsoka (2023), está centrada en el personaje de Ahsoka Tano, la ex aprendiz de Anakin Skywalker. 

## Argumento
Star Wars: Ahsoka explora lo que le sucede al personaje titular entre su partida de Star Wars: The Clone Wars y su reaparición en Star Wars Rebels.

## Publicación
Con la adquisición de Lucasfilm por The Walt Disney Company en 2012, la mayor parte de las novelas y cómics licenciados de Star Wars producidos desde la película Star Wars de 1977, fueron reeditados como Star Wars Legends y declarados no canónicos a la franquicia en abril de 2014. Star Wars: Ahsoka fue anunciado en marzo de 2016, con una fecha de lanzamiento del 11 de octubre de 2016.

## Adaptaciones
En 2020, los capítulos de flashback de Ahsoka, que representan el papel del personaje principal en el Asedio de Mandalore, el duelo con el ex Lord Sith Maul y el escape de la Orden 66, se adaptaron como el final de la serie en cuatro partes de Star Wars: The Clone Wars, escrita por Dave Filoni y dirigida por Saul Ruiz y Nathaniel Villanueva. En 2022, los eventos principales de Ahsoka se adaptaron libremente como "Resolve", el final de la primera temporada de Tales of the Jedi, escrito por Filoni y dirigido por Ruiz, reemplazando el papel de la novela en el canon de Star Wars.

## Recepción
Ahsoka logró ser popular entre los lectores, debutando en el puesto número 1 en la lista de los más vendidos para adultos jóvenes del New York Times, permaneció allí durante tres semanas y permaneció en la lista durante ocho semanas. El libro también alcanzó el puesto 28 en general en la lista de libros más vendidos de USA Today. 
La novela fue reseñada por Booklist, Kirkus Reviews, IGN, y Den of Geek.